# Die Sekte (Film)
Die Sekte (Brigade Mondaine: La secte de Marrakech) ist ein französischer Kriminalfilm von Eddy Matalon mit Carole Chauvet aus dem Jahr 1979. Der Film lief in Deutschland auch als Die Sekte von Marrakesch. Er wurde von der Produktionsfirma Francos produziert.

## Handlung
Auch wenn Brigitte ein weiblicher Offizier ist, so ist sie nicht gegen die sexuellen Reize eines Mannes gefeit, der sie in eine Sekte einführt. Dem Sektenmitglied Jean verfallen, wird sie ein Teil der Gemeinschaft. Sie verlässt ihre warnende Mutter und kappt alle Brücken zur Vergangenheit. Anfangs noch Beitrittsformulare verkaufend, wird sie bald Prostituierte der Sekte und in "Schwester Diane" umbenannt. Als Jean sie beschützen will, wird er ermordet. Brigitte wird gefügig gemacht und schuftet in Marrakesch als Prostituierte. Zwei Polizisten nehmen ihre Spur auf, um sie zu befreien. Die führenden Brüder der Sekte, Luc und Peter, wollen Brigitte gerade wegen Ungehorsams bei einer Opfer-Zeremonie töten.

## Kritik
„Platt inszeniert, linkisch gespielt und voller Klischees.“